# Bromley (districte)
|  | Per a la població del districte de Bromley, amb el mateix nom, vegeu Bromley |

Bromley és un districte del sud-est de Londres, Regne Unit. És el districte més gran de Londres amb una àrea de 153km², dels quals la majoria formen part del cinturó verd. La majoria de l'assentament es troba al nord i a l'oest del districte. Limita amb Lewisham, Greenwich, i Bexley al nord, Southwark i Lambeth al nord-oest, Croydon a l'oest, i amb els comtats de Surrey al sud i de Kent al sud-est. Westerham Heights, un dels punts més alts de Londres, es troba al límit sud.

## Història
El districte es va formar alhora que els altres districtes londinencs el 1965 per una Acta del Govern de Londres. Comprèn les antigues àrees de Bromley, Beckenham, Penge Urban, Orpington Urban i Chislehurst part de Chislehurst and Sidcup Urban, que es va transferir de Kent al Gran Londres.
El 1969, després d'una campanya local, la vila de Knockholt va tornar al comtat de Kent per formar part del districte de Sevenoaks Rural i després el districte de Sevenoaks.

## Barris
És un dels districtes més grans del Gran Londres i està format pels barris de:
| - Anerley - Beckenham - Bickley - Biggin Hill - Bromley - Bromley Common - Chelsfield - Chislehurst - Downe - Elmstead | - Farnborough - Green Street Green - Hayes - Keston - Kevingtown - Leaves Green - Mottingham (part) - Orpington - Penge - Petts Wood | - Pratt's Bottom - Ruxley (part) - Shortlands - Southborough - St Mary Cray - St Paul's Cray - Sundridge Park - West Wickham |